# Sena (Bolivia)
Sena è un comune (municipio in spagnolo) della Bolivia nella provincia di Madre de Dios (dipartimento di Pando) con 2.511 abitanti (dato 2010).

## Cantoni
Il comune è suddiviso in 2 cantoni.
- Asunción
- Bolívar